# Gasthaus zur Rose (Böckingen)
Das Gasthaus zur Rose war ein Fachwerkhaus aus dem Jahre 1812 mit angrenzenden Stallungen und Scheunen in der Seestraße 28 im heutigen Heilbronner Stadtteil Böckingen, das als Speiselokal mit Gartenwirtschaft genutzt wurde. Bis zu seiner Zerstörung im Zweiten Weltkrieg galt das Gasthaus Rose, Nr. 28 als: „eines der schönsten Fachwerkhäuser in Böckingen“.

## Geschichte
Zu den Schildwirtschaften Böckingens, die noch aus dem Mittelalter stammten, gehörten die Gasthäuser, die einen Namen christlichen Ursprungs führten, wie Sonne oder Rose. Während Sonne als Symbol für Jesus galt, wurde Rose als Symbol von Maria angesehen. Die Seestraße war einst nach dem Gasthaus benannt worden und hieß Rosengasse.
Im Jahre 1812 wurde das Gasthaus als „eines der einst wenigen und geräumigen Böckinger Fachwerkhäuser“ von der Familie Feyerabend erbaut und als Gasthaus zur Rose eröffnet. Später wurde die Rose von den Gastwirten Keller, Fuchslocher, Weeber und Salat betrieben.

## Beschreibung
Das Fachwerkhaus war in fränkischer Holzkonstruktion gebaut gewesen, wobei der Eingang zum Haus über einer Staffel auf der östlichen Seite des Hauses gelegen war. Über der zweiflügeligen Haustüre befand sich ein Oberlicht. Das hohe Fachwerkgebäude besaß ein Mansarddach, das nach der Giebelseite zu abgewalmt war. Zur Straßenseite hin war neben dem alten, schmiedeeisernen, das noch aus der Erbauungszeit aus dem Jahre 1812 stammte, auch ein anderes neueres Gasthausschild angebracht, das zur Zeit der Aufnahme des Fotos in den 1930er Jahren als „modern“ galt.